# Александра Ндоло
Александра Ндоло (13 серпня 1986 , Байройт ) — німецька фехтувальниця на шпагах, призерка чемпіонатів світу та Європи.